# Syndrome lymphoprolifératif avec auto-immunité
Décrit en 1967, le syndrome lymphoprolifératif avec auto-immunité est une rare anomalie du fonctionnement de la production des lymphocytes caractérisée par:
- Une apoptose lymphocytaire anormale
- Une lymphoprolifération non maligne avec adénopathie et hépato-splénomégalie qui s'atténue dans le temps
- Des phénomènes auto-immunitaires atteignant surtout les cellules sanguines, les anticorps étant dirigés contre les hématies, les neutrophiles et les plaquettes.

La lymphoprolifération dans l'ALPS est habituellement bénigne mais il existe un risque accru de développer des lymphomes hodgkinien et non-hodgkinien.
On retrouve fréquemment chez les patients atteints de l'ALPS une anémie hémolytique, une neutropénie auto-immune, un purpura thrombopénique auto-immun. Ils ont également une lymphocytose avec une prolifération importante des lymphocytes T.
Il existe plusieurs types de syndrome lymphoprolifératif avec auto-immunité :
- Le type 0 avec une prolifération lymphocytaire importante, débute très rapidement après la naissance et entraîne le décès dans les premières années. Il est dû à une mutation homozygote dans le gène du récepteur Fas.
- Le type Ia, le plus fréquent, commence dans la première année de vie avec une prolifération lymphocytaire typique qui s'améliore spontanément sans traitement. Ce type a pour origine des mutations hétérozygotes dans le gène du récepteur Fas.
- Le type Ia-SM (pour mutation somatique) atteint une partie des cellules lymphocytaires.
- Le type Ib est lié à des mutations dans le gène codant le ligand de Fas (FasL).
- Le type II correspond à des mutations dans les gènes de la caspase 8 ou de la caspase 10.
- Le type III regroupe les syndromes lymphoprolifératifs de cause inconnue.

## Diagnostic
Le diagnostic est basé sur des tests de mesure de l'apoptose. Les lymphocytes du patient sont mis en culture, activés puis traités par des molécules induisant l'apoptose (ligand de Fas ou anticorps agoniste anti-Fas). Ces lymphocytes présentent une résistance plus ou moins importante à l'apoptose.
Par la suite, le récepteur Fas est séquencé afin de rechercher d'éventuelles mutations.

## Traitement
Les patients avec une anémie autoimmune hémolytique sévère ou une thrombopénie autoimmune peuvent être traités efficacement avec une corticothérapie ou des immunoglobulines intraveineuses. Les patients avec des cytopénies autoimmunes réfractaires à la splénectomie ou à la corticothérapie peuvent être traités avec des immunoglobulines intraveineuses, de la ciclosporine A, de la vincristine, du methotrexate, de l'azathioprine, du mycophenylate mofitil ou du rituximab.

### Sources
- (en) Jack JH Bleesing, Judith Johnson, Kejian Zhang, Autoimmune Lymphoproliferative Syndrome In GeneTests: Medical Genetics Information Resource (database online). Copyright, University of Washington, Seattle. 1993-2006